# Dipsacaster farquharsoni
Dipsacaster farquharsoni är en sjöstjärneart som beskrevs av Macan 1938. Dipsacaster farquharsoni ingår i släktet Dipsacaster och familjen kamsjöstjärnor.
Artens utbredningsområde är Maldiverna. Inga underarter finns listade i Catalogue of Life.